# نايل تومسون (لاعب كرة قدم)
نايل تومسون (بالإنجليزية: Niall Thompson)‏ (3 سبتمبر 1993 بدربي في المملكة المتحدة - ) هو لاعب كرة قدم بريطاني في مركز الوسط. لعب مع نادي توركي يونايتد ونادي ووستر سيتي وTruro City F.C. ‏ وBideford A.F.C. ‏ ونادي ويموث.

## وصلات خارجية
- نايل تومسون على موقع قاعدة بيانات كرة القدم.إي يو (الإنجليزية)
- نايل تومسون على موقع Soccerway.com (الإنجليزية)